# Тоузаков, Евгений Александрович
Тоузаков Евгений Александрович (23 февраля 1922 года, село Косика, Енотаевский уезд, Астраханская губерния, РСФСР, ныне в составе Енотаевского района Астраханской области – 1 сентября 1995 года) – советский военачальник, генерал-полковник (1980). Участник Великой Отечественной войны.

## Биография
Родился в семье потомственных казаков. Фамилия казачьего рода Тоузаковых впервые упоминается в источниках XVI века. Окончил школу. Военную службу казак Евгений Тоузаков выбрал осознанно. 
В декабре 1939 года был призван в Красную Армию Трусовским районным военкоматом Астрахани. В 1941 году окончил Урюпинское военно-пехотное училище.
Участник Великой Отечественной войны с июня 1941 года. В конце 1941 — начале 1942 года служил командиром учебного взвода на парткурсах Политуправления Западного фронта в Москве (награждён медалью «За оборону Москвы»).
В 1943—1945 годах служил командиром мотострелкового батальона в 8-й гвардейской механизированной бригаде 3-го гвардейского механизированного корпуса на 1-м Прибалтийском и Ленинградском фронтах. Участвовал и отличился в Белорусской стратегической наступательной операции «Багратион» и в Прибалтийской наступательной операции. Затем участвовал в блокаде Курляндской группировки немецких войск.
При штурме Шяуляя в июле 1944 проявлял личную храбрость, находился в передовых порядках батальона, грамотно действовал самостоятельно во время утраты связи с командованием. Лично уничтожил огневую точку врага. Батальон наступал в быстром темпе и нанёс большой урон противнику. За этот бой награждён 15 октября 1944 года орденом Отечественной войны 2-й степени.
Через несколько дней, 30 июля, его батальон во взаимодействии с танковым полком первым ворвался в город Тукумс. В районе железнодорожной станции Тукумс-2 мотострелки гвардии капитана Тоузакова отбили сильную контратаку врага, ворвались на станцию и захватили прибывший эшелон с немецкими танками и другой техникой. Награждён орденом Суворова 3-й степени (приказ от 22 ноября 1944 года). В боях за освобождение Прибалтики был контужен.
После Победы продолжил службу в Советской Армии. Окончил Военную академию имени М. В. Фрунзе в 1953 году, Высшие академические курсы при этой же академии в 1956 году. Служил командиром полка и на других должностях. С января 1961 по сентябрь 1964 года — командир 86-й гвардейской мотострелковой дивизии в Одесском военном округе. С июня по октябрь 1957 — командир 30-й гвардейской танковой дивизии.
В 1966 году окончил Военную академию Генерального штаба Вооружённых Сил СССР. С июля 1966 года — начальник штаба 38-й общевойсковой армии в Прикарпатском военном округе, с мая 1968 года — начальник штаба 8-й гвардейской армии в Группе советских войск в Германии. С июня 1971 года — командующий 3-й общевойсковой армией в ГСВГ. С января 1973 года — начальник штаба — первый заместитель командующего Среднеазиатским военным округом. С июля 1975 года — начальник штаба — первый заместитель командующего Ленинградским военным округом. С ноября 1980 года — начальник штаба — первый заместитель Главнокомандующего войсками Дальнего Востока. В январе 1984 года был уволен в отставку.
Награжден в послевоенное время другими орденами и медалями, в том числе орденом Отечественной войны 1-й степени (11.03.1985), медалью «За боевые заслуги» (15.11.1950).
Жил в Ленинграде (Санкт-Петербурге). Похоронен на Богословском кладбище Санкт-Петербурга.

Могила Е. А. Тоузакова на Богословском кладбище Санкт-Петербурга.

## Воинские звания
- лейтенант (10.06.1941),
- старший лейтенант (12.02.1942),
- капитан (3.11.1943),
- майор (13.02.1945),
- подполковник (29.04.1949),
- полковник (7.07.1954),
- генерал-майор (22.02.1963),
- генерал-лейтенант (8.11.1971),
- генерал-полковник (1.11.1980).

## Память
22 февраля 2022 года на фасаде Регионального отделения ДОСААФ России Астраханской области была открыта мемориальная доска Тоузакову Евгению Александровичу .